# Bezovje nad Zrečami
Bezovje nad Zrečami (Duits: Besovje of Wesouje ob Rötschach) is een plaats in Slovenië en maakt deel uit van de gemeente Zreče in de NUTS-3-regio Savinjska. De plaats telde 97 inwoners op 1 januari 2020.